# Hartmut Heinrich
Hartmut Heinrich (* 5. März 1952 in Northeim) ist ein deutscher Meeresgeologe und Klimatologe.
Hartmut Heinrich arbeitet seit dem 1. Oktober 2017 als selbständiger Berater für Klima, Klimaanpassung und Umwelt (10°E maritime consulting). Er war bis zum 30. September 2017 im Bundesamt für Seeschifffahrt und Hydrographie (BSH) in Hamburg in der Abteilung für Meereskunde tätig. Vom 1. November 2006 bis 30. September 2017 leitete er dort als Direktor und Professor das Referat „Physik des Meeres“. Im BSH arbeitete er zu Themen des Meeresumweltschutzes und zur Anpassung an den Klimawandel. 1988 beschrieb er plötzlich auftretende Klimaschwankungen während der letzten Kaltzeit (vor etwa 125.000 bis 11.000 Jahren), verursacht durch Kollapse der nördlichen Eisschilde, die nach ihm als Heinrich-Ereignisse benannt wurden.

## Leben
Heinrich studierte an der Universität Göttingen Geologie und promovierte an der Christian-Albrechts-Universität zu Kiel im Fach Meeresgeologie. Die Entdeckung der nach ihm benannten Heinrich events – Phasen massiven Eisausstoßes von den kontinentalen Eisschilden, durch die das globale Klima stark beeinflusst wurde – förderte erheblich das Verständnis von Klimaentwicklungen. Im Oktober 2017 verlieh ihm der Senat der Freien und Hansestadt Hamburg wegen seiner Verdienste in der Klimaforschung die Ehrenwürde eines Professors.

## Ausgewählte Arbeiten
- H. Heinrich: Origin and consequences of cyclic ice rafting in the northeast Atlantic Ocean during the past 130,000 years. Quaternary Research 29, S. 142–152, 1988
- G. C. Bond, H. Heinrich, W. S. Broecker, L. Labeyrie, J. McManus, J. Andrews, S. Huon, R. Jantschik, S. Clasen, C. Simet, K. Tedesco, M. Klas, G. Bonani und S. Ivy: Evidence for massive discharges of icebergs into the North Atlantic ocean during the last glacial period. Nature, 360, S. 245–249, 1992
- H. Heinrich, C. Schmidt, F. Ziemen, U. Mikolajewicz, C. Röttig: Massive deposition of Sahelian dust on the Canary Island Lanzarote during North Atlantic Heinrich Events. Quaternary Research 101, S. 51–66, 2021